# Palabra y objeto
Palabra y objeto es un tratado de filosofía de la lógica y filosofía del lenguaje escrito por el lógico y filósofo americano Willard Van Orman Quine en 1960.

## Indeterminación de la traducción
Ver artículo principal: Indeterminación de la traducción.
Palabra y objeto es una traducción a la que Quine llama «radical»). Quine defiende el conductismo lingüístico y piensa que el intérprete no puede apoyarse en nada más que el comportamiento 
- Palabra y objeto, trad. Manuel Sacristán, Barcelona, Herder, 2001, 367 pp.

- Datos: Q5142451